# Huji (köpinghuvudort i Kina, Hubei Sheng, lat 31,43, long 112,32)
Huji är en köpinghuvudort i Kina. Den ligger i provinsen Hubei, i den centrala delen av landet, omkring 210 kilometer nordväst om provinshuvudstaden Wuhan. Antalet invånare är 127 586. Befolkningen består av 63 018 kvinnor och 64 568 män. Barn under 15 år utgör 12,0 %, vuxna 15-64 år 78 %, och äldre över 65 år 9,0 %.
Runt Huji är det ganska tätbefolkat, med 230 invånare per kvadratkilometer. Huji är det största samhället i trakten. Trakten runt Huji består till största delen av jordbruksmark.
Genomsnittlig årsnederbörd är 1 149 millimeter. Den regnigaste månaden är augusti, med i genomsnitt 194 mm nederbörd, och den torraste är december, med 19 mm nederbörd.